# 小行星5445
小行星5445（英語：5445 Williwaw）是一颗围绕太阳公转的小行星。1991年8月7日，亨利·E·霍爾特在帕洛马山发现了此天体。
这颗小行星的绝对星等为330.07765等。